# Октябрь 2014 года

Список событий октября 2014 года.

## События
- 1 октября
  - В Далласе зарегистрирован первый случай заболевания лихорадкой Эбола в США[1].
  - По сообщению пресс-центра Донецкой Народной Республики, к ним прибыли добровольцы из Китайской Народной Республики[2].
- 2 октября
  - Следственный комитет России возбудил дело против министра обороны Украины Валерия Гелетея и начальника украинского Генштаба Виктора Муженко по обвинению в организации убийств, геноциде и запрещенных методах войны[3].
- 4 октября
  - Совет Безопасности ООН осудил убийство боевиками ИГ британца Алана Хеннинга, назвав это чудовищным и подлым преступлением и ещё одной иллюстрацией жестокости джихадистской группировки[4].
  - В Гонконге арестованы члены мафии, напавшие на студентов[5].
- 5 октября
  - В Сирии близ турецкой границы, в окрестностях осажденного боевиками ИГ города Кобани, идут тяжелые бои. Тысячи местных жителей-курдов бежали в соседнюю Турцию. Город находится в осаде уже около двух недель[6].
  - В Грозном при взрыве смертника погибли пятеро сотрудников полиции, 12 человек пострадали[7].
- 6 октября
  - Нобелевская премия по физиологии или медицине присуждена Джону О’Кифу, Мей-Бритт Мозер и Эдварду Мозеру за работы по клеточной биологии головного мозга[8].
  - Глава «Исламского движения Узбекистана» Усмон Гози заявил о присоединении этой террористической организации к боевикам «Исламского государства»[9].
- 7 октября
  - Нобелевская премия по физике присуждена Сюдзи Накамура, Исаму Акасаки и Хироси Амано за изобретение светодиодов, излучающих синий цвет, и энергоэффективных источников света[10].
  - Парламент Украины на внеочередном заседании принял проекты постановлений об изменении границ районов Луганской области[11].
  - Hewlett-Packard официально объявила о разделении на две компании: HP Inc., занимающуюся ПК, принтерами, 3D-принтерами и другими персональными системами, и Hewlett-Packard Enterprise, концентрирующейся на корпоративных решениях[12].
  - Британская полиция арестовала в Лондоне четырёх человек, которых подозревают в подготовке теракта на территории Соединенного Королевства[13].
  - Обновлённая база макроэкономических прогнозов МВФ, показала что китайская экономика к концу года обгонит экономику США по ВВП[14].
- 8 октября
  - Нобелевская премия по химии присуждена Эрику Бетцигу, Штефану Хеллу и Уильяму Мёрнеру за разработку суперфлуоресцентной микроскопии[15].
- 9 октября
  - Премьер-министр Йемена Ахмед Авад бен Мубарак объявил о выходе в отставку спустя 33 часа после своего назначения, причиной послужили протесты шиитских повстанцев (хоуситов) во главе с движением «Аль-Хуси»[16].
  - Авиация США при поддержке союзников нанесла восемь авиаударов по позициям боевиков террористической организации «Исламское государство» в городе Кобани на севере Сирии[17]. По сообщениям из сирийского пограничного города Кобани, боевики «Исламского государства» вынуждены отступать из ранее занятых кварталов под авиаударами международной коалиции[18].
  - Госдума РФ приняла в первом чтении так называемый «закон о виллах Ротенберга»[19].
  - Нобелевскую премию по литературе получил Патрик Модиано «за искусство памяти, благодаря которому он выявил самые непостижимые человеческие судьбы и раскрыл жизненный мир человека времен оккупации»[20].
  - Президент Украины Пётр Порошенко подписал закон «Об очищении власти», известный как закон о люстрации[21].
  - Продолжаются протесты курдов в Турции. В Стамбуле был закидан камнями памятник Ататюрку[22][23]. Также был снесен памятник курдскому национальному герою[24].
  - Силам самообороны Курдской автономии в Ираке удалось отбить у боевиков «Исламского государства» город Рабию[25].
- 10 октября
  - Министерство юстиции России подало иск о ликвидации ведущей правозащитной организации «Мемориал»[26].
  - Заседание Совета глав государств СНГ (Минск, Белоруссия)[27].
  - Президент России Владимир Путин, а также его коллеги из Белоруссии, Казахстана, Киргизии и Таджикистана в Минске подписали документы о ликвидации Евразийского экономического сообщества, в связи с началом функционирования Евразийского экономического союза[28].
  - По итогам встречи глав государств Высшего Евразийского экономического совета был подписан договор о присоединении Республики Армения к Евразийскому экономическому союзу[29].
  - Нобелевскую премию мира получили Малала Юсуфзай и Кайлаш Сатьяртхи «за их борьбу против угнетения детей и молодежи и за право всех детей на образование»[30].
- 11 октября
  - Суд в Китае вынес смертные приговоры двум членам запрещённой секты «Церковь Господа Всемогущего» за убийство женщины в ресторане «Макдоналдс» в восточной провинции Шаньдун[31].
  - В американском городе Сент-Луис сотни людей вышли на улицы, чтобы принять участие в акциях протеста против полицейского насилия и расовой дискриминации; в среду от пули белого полицейского в Сент-Луисе погиб 18-летний афроамериканец Вондеррит Майерс[32].
  - Вступил в должность премьер-министр Бельгии Шарль Мишель[33].
- 12 октября
  - Президент России Владимир Путин распорядился вернуть военнослужащих, задействованных в учениях в Ростовской области у границы с Украиной, к местам постоянной дислокации[34].
  - Медработник в Техасе, принимавший участие в лечении пациента, скончавшегося в минувшую среду от лихорадки Эбола в больнице Далласа, дал положительный результат при предварительном тестировании на вирус[35].
  - Президент Украины Петр Порошенко отправил в отставку министра обороны страны Валерия Гелетея[36].
  - Всеобщие выборы в Боснии и Герцеговине, основной чертой которых стали националистические лозунги на фоне продолжающегося экономического спада[37].
  - Мощный циклон «Хадхад» вызвал сильные разрушения на восточном побережье Индии. Скорость ветра превышает 205 километров в час. Сообщается, что в результате удара стихии в штате Андхра-Прадеш погибли по меньшей мере три человека, ещё трое — в штате Орисса. Из Андхра-Прадеш и Ориссы эвакуированы около 350 тысяч человек[38].
  - В Багдаде в результате серии взрывов погибли 40 человек[39].
- 13 октября
  - Турция дала разрешение США использовать свои военно-воздушные базы для борьбы с движением «Исламское государство» в Ираке и Сирии. Об этом сообщила на телеканале NBC советник президента США по национальной безопасности Сьюзан Райс[40].
  - Французский экономист Жан Тироль получил Нобелевскую премию по экономике за анализ рынков и их регуляции[41].
- 14 октября
  - The Man Booker Prize была присуждена австралийскому писателю Ричарду Флэнагану за роман «Узкая дорога на дальний север»[42].
- 15 октября
  - Парламентские и президентские выборы в Мозамбике[43].
  - Губернатор Луганской области Геннадий Москаль сообщил, что 112 бойцов Вооружённых сил и Национальной гвардии Украины попали в окружение в районе села Бахмутовка, будучи атакованы боевиками «Войска донского», не подчиняющегося ЛНР[44].
  - В Иерусалиме продолжились массовые беспорядки: сотни палестинцев, преимущественно жители арабских кварталов, приняли участие в столкновениях с полицейскими в Старом городе[45].
- 16 октября
  - Трое членов голландского мотоклуба байкеров отправились в Ирак, чтобы помочь курдам в борьбе с джихадистами из группировки «Исламское государство»[46].
  - Президент России Владимир Путин и президент Украины Пётр Порошенко встретились на саммите АСЕМ в Милане[47].
  - Lockheed Martin сообщила о существенном технологическом прорыве, совершенном её исследователями в разработке компактного и мощного источника термоядерной энергии, сообщается на сайте компании. Предварительные результаты исследований свидетельствуют о возможности создания реакторов, работающих на слиянии легких ядер, мощностью около 100 мегаватт и размерами, сравнимыми с грузовиком. Размер существующих моделей примерно в десять раз больше[48].
  - Российский оппозиционер Даниил Константинов, обвинявшийся в убийстве, призван виновным в хулиганстве и по амнистии освобождён в зале суда. Константинов намерен добиваться полного оправдания[49].
- 17 октября
  - Александр Лукашенко возложил ответственность за события, которые привели к вооружённому конфликту на Украине, на Виктора Януковича, дополнительно выдвинув версию о том, что бывший глава Украины якобы был причастен к созданию националистической организации «Правый сектор»[50].
  - Британские астрофизики заявили об обнаружении свидетельства производства в ядре Солнца аксионов — кандидатов на частицы тёмной материи[51].
  - Испания, Ангола, Венесуэла, Малайзия и Новая Зеландия в ходе тайного голосования в Генеральной Ассамблее всемирной организации стали новыми непостоянными членами Совета безопасности ООН[52].
  - Более ста боевиков нигерийской исламистской группировки «Боко харам» убиты нигерийскими правительственными войсками в бою на севере Камеруна. По данным министерства обороны Нигерии, армия потеряла восемь человек убитыми. Ранее стало известно, что власти Нигерии договорились с «Боко харам» о прекращении огня и об освобождении более 270 школьниц, захваченных боевиками полгода назад в христианском городе Чибок (штат Борно)[53].
  - Американский беспилотный орбитальный летательный аппарат Боинг X-37B приземлился на авиабазе ВВС США «Ванденберг» в штате Калифорния, проведя на орбите 674 дня[54][55][56][57].
- 18 октября
  - У берегов Канады потерпел аварию российский грузовой корабль «Симушир». Согласно сообщению министерства обороны Канады, у корабля возникли проблемы с электропитанием, и судно легло в дрейф в открытом океане у берегов канадской провинции Британская Колумбия[58].
  - Министерство обороны России выступило с опровержением информации об инциденте, произошедшем с российской подлодкой у берегов Швеции[59].
- 19 октября
  - Комета C/2013 A1 (Макнота) прошла на расстоянии 140 тысяч км от поверхности Марса[60].
- 20 октября
  - Турция разрешила пересечь границу с Сирией курдским ополченцам из Ирака, которые хотят присоединиться к отрядам, противостоящим боевикам «Исламского государства» в городе Кобани[61].
  - Всемирная организация здравоохранения объявила о ликвидации вспышки лихорадки Эбола в Нигерии[62].
  - Заразившаяся лихорадкой Эбола испанская медсестра выздоровела[63].
  - В результате крушения частного самолета во Внукове погибли все четыре человека, находившиеся на борту, в том числе 63-летний глава совета директоров крупнейшей французской нефтяной компании Total Кристоф де Маржери[64].
- 21 октября
  - Суд в Претории приговорил паралимпийского чемпиона Оскара Писториуса к пяти годам тюремного заключения на непредумышленное убийство Ривы Стинкамп[65].
  - Международное рейтинговое агентство Moody’s вслед за суверенным кредитным рейтингом РФ понизило на одну ступень — до «Baa2» с «Baa1» рейтинги шести крупнейших государственных финансовых институтов России: Сбербанка, ВТБ, Газпромбанка, Россельхозбанка, Агентства по ипотечному жилищному кредитованию и Внешэкономбанка[66].
  - В Москве объявлены лауреаты ежегодной литературной премии «Ясная Поляна», в номинации «Современная классика» лауреатом стал Борис Екимов за произведение «Пиночет»[67].
  - Конголезский гинеколог Денис Муквеге удостоен премии имени Сахарова за «свободу мысли»[68].
- 22 октября
  - Полиция Оттавы расследует по меньшей мере три инцидента со стрельбой, которые имели место в среду утром в центре канадской столицы[69].
  - Российский президент Владимир Путин подписал закон о компенсациях родным военнослужащих, пропавших без вести на военных учениях[70].
  - Один из пяти сохранившихся компьютеров Apple-1 продан на торгах аукциона Bonhams «История науки» за 905 тыс. долларов США[71].
  - Впервые врачам удалось добиться восстановления способности ходить у человека, парализованного в результате травмы позвоночника. В его спинной мозг были пересажены клетки обонятельной нервной ткани[72].
- 23 октября
  - Лидеру националистического движения «Русские» Александру Белову (Поткину) предъявлено новое, более тяжкое обвинение по делу о хищении 5 млрд долларов у БТА Банка[73].
  - Трёхмесячный ребёнок стал жертвой теракта в Иерусалиме[74].
- 24 октября
  - Один из крупнейших банков России — Сбербанк — обратился в Суд Европейского союза с иском об отмене санкций[75].
  - Басманный суд Москвы арестовал до 21 декабря авиадиспетчера Александра Круглова и ведущего инженера аэропорта Внуково Александра Леденева, подозреваемых в причастности к катастрофе самолета Falcon в ночь на 21 октября, унёсшей жизни четырёх человек[76].
  - Полиция Нью-Йорка выясняет, исповедовал ли человек, напавший с топором на двух полицейских, радикальный ислам. Нападавший был застрелен стражами порядка. Один из полицейских был госпитализирован с серьезной травмой головы после нападения, случившегося в четверг в нью-йоркском районе Куинс[77].
  - 28 египетских военнослужащих погибли в результате взрыва бомбы, заложенной в автомобиле возле блокпоста на Синайском полуострове, на части Синайского полуострова введено чрезвычайное положение. В стране объявлен трёхдневный траур[78].
  - Вице-президент Google Алан Юстас совершил прыжок с парашютом из стратосферы с высоты 41 км, побив рекорд высоты австрийца Феликса Баумгартнера[79].
  - Подросток открыл стрельбу в школе в городе Мэрисвилл к северу от Сиэтла в штате Вашингтон. Он убил как минимум одного из учащихся, после чего застрелился сам[80].
  - Австралийские хирурги впервые смогли пересадить уже остановившееся сердце[81].
  - В Тегеране приведен в исполнение смертный приговор 26-летней иранке Рейхане Джаббари, осужденной за убийство мужчины, который пытался её изнасиловать. Джаббари была повешена в тюрьме, несмотря на международную кампанию, призывавшую отсрочить или отменить казнь[82].
  - С космодрома «Сичан» в качестве промежуточной миссии китайской лунной программы, была запущена межпланетная станция Чанъэ-5Т1 для отработки процесса возвращения лунного грунта[83].
- 25 октября
  - Грузовой космический корабль Space X Dragon успешно приводнился в Тихом океане, проведя месяц на Международной космической станции[84].
  - Музей Пикассо в Париже вновь открыл двери для посетителей после реконструкции, которая длилась пять лет, обошлась в 22 миллиона евро и вызвала неоднозначную оценку в обществе[85].
  - Число случаев заражения лихорадкой Эбола превысило 10 тысяч, жертвами вируса стали уже 4992 человека, сказано в докладе Всемирной организации здравоохранения[86].
  - Удар иракской авиации стал причиной гибели 24 чеченцев, воевавших за группировку «Исламское государство» близ Фаллуджи, в 30 километрах к западу от Багдада, сообщило Минобороны Ирака[87].
  - По информации сайта Министерства обороны Ирака, правительственные войска и шиитские ополченцы взяли под свой контроль город стратегического значения Джурф ас-Сахр к югу от Багдада[88].
  - Десятки тысяч протестующих собрались в центре Рима, чтобы выразить несогласие с планом премьер-министра Маттео Ренци упростить увольнение рабочих компаниями и реформировать получение премий за выслугу лет. По словам организаторов митинга, на площадь Сан-Джованни вышли до миллиона человек[89].
  - При нападении смертника в городе Спин-Болдак на юге афганской провинции Кандагар погибли высокопоставленный сотрудник разведки страны и его телохранитель[90].
  - Группа южнокорейских активистов смогла отправить воздушные шары с 40 тысячами листовок в КНДР, несмотря на протесты жителей приграничного города Пхаджу, опасавшихся обстрелов со стороны Пхеньяна[91].
  - 50-летняя иранская правозащитница Насрин Сотудех была взята под стражу за организацию акции протеста против обливания женщин кислотой в Исфахане. Сотудех и другие задержанные проводили манифестацию у здания иранского МВД в Тегеране. Протестующие критиковали правительство за недостаточно тщательный поиск нападавших на женщин[92].
  - В гористой местности в центре Йемена на фоне борьбы джихадистов «Аль-Каиды» и представителей местных суннитских племенных кланов с повстанцами-шиитами из движения «Аль-Хуси», американским беспилотником был нанесён авиаудар, жертвами которого стали не менее троих исламистов[93].
  - Курдские отряды сообщили о взятии стратегически важного города Зумар на севере Ирака. Утром в субботу курды начали наступление на город под прикрытием авиации стран Запада и вскоре выбили оттуда боевиков «Исламского государства»[94].
  - Двое солдат погибли в ходе перестрелки в городе Триполи на севере Ливана, куда ранее прорвались вооруженные исламисты. Ранее сообщалось о 20 раненых с обеих сторон противостояния. Представители армии утверждают, что бой не закончится, пока все боевики не будут убиты[95].
  - Лучшим фильмом Римского кинофестиваля стала британо-бразильская кинолента Свалка английского режиссёра Стивена Долдри[96].
- 26 октября
  - В России вступили в силу поправки в закон «Об исчислении времени»: московское время, от которого отсчитываются остальные часовые зоны, теперь соответствует UTC+3 вместо прежнего UTC+4, а общее количество часовых зон в России увеличивается с 9 до 11. Перевод стрелок на летнее время, отменённый осенью 2011 года, по-прежнему производиться не будет. Большинство регионов перевели стрелки на час назад, ряд регионов не переводили стрелки совсем, а Забайкальский край и Магаданская область перевели стрелки на 2 часа назад[97][98].
  - Европейский центральный банк объявил о том, что 24 крупных банка еврозоны не прошли стресс-тесты. В этом списке — девять итальянских банков, три греческих и три кипрских банка. Проверка проводилась среди 123 банков ЕС на предмет того, смогут ли они выдержать ещё один финансовый кризис[99].
  - Власти Камеруна сообщили, что на северо-востоке страны были убиты около 40 боевиков нигерийской исламистской группировки «Боко харам». Министр обороны Камеруна заявил, что хорошо вооруженные исламисты из Нигерии напали на три деревни[100].
  - В Триполи на севере Ливана третий день продолжались бои между ливанской армией и исламскими боевиками. Армии Ливана удалось выдавить боевиков из района Старого города. Связанная с «Аль-Каидой» радикальная сирийская группировка «Фронт ан-Нусра», взявшая в заложники несколько ливанских солдат, пригрозила расправиться с ними, если ливанская армия не прекратит наступление[101].
  - Правящая партия Судана официально утвердила президента Омара Башира, руководящего страной уже 25 лет, в качестве кандидата на президентских выборах в 2015 году[102].
  - Как сообщили немецкие СМИ со ссылкой на федеральную разведывательную службу Германии, боевики группировки «Исламское государство» получили на вооружение переносные зенитно-ракетные комплексы, при помощи которых они могут сбивать пассажирские авиалайнеры[103][104].
  - По данным экзит-полл, на парламентских выборах на Украине в Верховную Раду могут пройти 7 партий: Блок Петра Порошенко, Народный фронт, Самопомощь, Оппозиционный блок, Радикальная партия Олега Ляшко, ВО «Свобода», ВО «Батькивщина»[105].
  - Президент Бразилии Дилма Русеф переизбрана на новый срок, набрав в упорной борьбе 51,45 % голосов. Её соперник, правоцентрист Эсио Невес, уступил ей во втором туре, получив поддержку 48,55 % избирателей, сообщает Высший избирательный суд Бразилии[106].
  - Полиция в ЮАР сообщила, что застрелен Сензо Мейива — капитан национальной сборной по футболу, а также йоханнесбургской команды «Орландо Пайрейтс». 27-летний голкипер был убит в Вослоорусе — поселении, расположенном в 20 км к югу от Йоханнесбурга[107].
  - Около 30 детей на северо-востоке Нигерии похищены, предположительно, боевиками группировки «Боко Харам»[108].
- 28 октября
  - Выехала очередная автоколонна с гуманитарной помощью для жителей Донбасса, в составе конвоя около 100 грузовых автомобилей, с продовольствием, медикаментами, питьевой водой и строительными материалами[109].
  - Трое полицейских предстанут перед судом Финляндии по делу о включении президента России Владимира Путина в «чёрный список» лиц, подозреваемых в связях с организованной преступностью. Финский телеканал MTV3 уточнил, что это произошло из-за контактов российского президента с байкерами из группы «Ночные волки»[110].
  - Спикер Госдумы Сергей Нарышкин потребовал от депутатов сдать дипломатические паспорта, которые они получают для официальных зарубежных поездок[111]
  - Умер президент Замбии Майкл Сата[112].
- 29 октября
  - Ракета-носитель Antares с космическим грузовиком Cygnus взорвалась на старте[113].
  - Светская политическая партия «Нидаа Тунис» получила 85 мест в тунисском парламенте по итогам подсчета голосов на выборах, прошедших в стране в минувшее воскресенье. Правящая исламистская партия «Ан-Нахда» получила 69 мест[114].
  - В Буркино-Фасо протестующие подожгли парламент[115][116].
- 30 октября
  - ФРС США объявила об окончании программы количественного смягчения[117].
  - Правительство Украины утвердило трёхсторонний протокол между Украиной, Россией и ЕС о поставках российского газа[118].
- 31 октября
  - Президент Буркина-Фасо Блез Компаоре ушёл в отставку[119].
  - На юго-западе США в пустыне Мохаве (Калифорния) потерпел катастрофу туристический космический корабль SpaceShipTwo компании Virgin Galactic. Один пилот погиб, второй с ранениями доставлен в больницу[120].